# Halloween with the New Addams Family
Halloween with the New Addams Family ist ein US-amerikanischer Fernsehfilm von Dennis Steinmetz aus dem Jahr 1977 und setzt die Serie The Addams Family fort. Die Figuren basieren auf den Cartoons The Addams Family von Charles Addams.

## Handlung
Gomez’ Bruder Pancho wohnt bei der Familie, während Gomez zu einem Lodge-Kongress in Tombstone, Arizona geht. Gomez ist eifersüchtig auf seinen Bruder, der einst Morticia umwarb. Halloween steht vor der Tür und Pancho erzählt die Legende von Cousin Shy, der Geschenke verteilt und Kürbisse schnitzt. Tatsächlich wurde Gomez von Gaunern weggelockt, die das Haus abgehört haben, um das Familienvermögen zu stehlen.
Der Gauner „Bones“ Lafferty schickt Mikey zur Untersuchung. Wednesday Addams ist von der Musikakademie zu Hause, wo sie das Piccolo studiert hat (sie bricht damit Glas). Pugsley ist von der medizinischen Fakultät in Nairobi zu Hause, wo er eine Ausbildung zum Hexendoktor absolviert. Mikey gerät in Panik und flieht, nachdem er auf Kitty Kats Schwanz getreten ist. Die Gauner haben Doubles von Gomez und Morticia, die bei ihren Plänen helfen, zusammen mit zwei starken Schlägern, Hercules und Atlas. Gomez kehrt zur Halloween-Party nach Hause zurück und schneidet die Vogelscheuche ab.
Lafferty posiert als Quincy Addams, um einzusteigen. Er lässt seine Männer Gomez und Morticia fesseln und seine Doubles nehmen ihre Plätze ein, was Pancho verwirrt, der immer noch begeistert von Morticia ist. Lurch schreckt die Schläger ab und erschreckt den Assistenten Gauner Louie the Lard (der als Little Bo Peep verkleidet war). Fester versucht nett zu sein und legt Lafferty auf den Tisch. Lafferty versucht durch den Geheimgang zu fliehen und tritt auf Kitty Kats Schwanz. Als die Polizei auf eine Lärmbeschwerde reagiert, ergeben sich Lafferty und seine Bande.
Die Familie Addams kann dann Halloween glücklich feiern und die Nacht mit einem gemeinsamen Willkommensgruß für Cousin Shy beenden.

## Produktion
Blossom Rock, die Oma darstellte, war zum Zeitpunkt der Produktion krank (sie starb im Januar 1978, fast drei Monate nach dieser Sonderausstrahlung), was dazu führte, dass ihre Rolle als Oma von der Schauspielerin Jane Rose übernommen wurde. Margaret Hamilton, die Mutter Frump verkörperte, lehnte es ab, in dem Film zu erscheinen, was dazu führte, dass ihre Rolle als Mutter Frump von der Schauspielerin Elvia Allman übernommen wurde. Die Charakterdarsteller Parley Baer und Vito Scotti, die beide wiederkehrende Rollen in der Originalserie hatten, traten ebenfalls im Film auf, jedoch als andere Charaktere als ursprünglich dargestellt.